# Cheilopogon pinnatibarbatus
Cheilopogon pinnatibarbatus es una especie de pez del género Cheilopogon, familia Exocoetidae. Fue descrita científicamente por Bennett en 1831.
Se distribuye por el Pacífico Occidental, al sur de las islas Kuriles; Astoria, Oregón hasta el sur de Baja California y el golfo de California. Se encuentran subespecies en la mayoría de los mares subtropicales. La longitud estándar (SL) es de 40 centímetros. Habita en aguas cercanas a la costa y se alimenta de zooplancton y pequeños peces. Puede alcanzar los 10 metros de profundidad.
Está clasificada como una especie marina inofensiva para el ser humano.

## Subespecies
- Cheilopogon pinnatibarbatus pinnatibarbatus
- Cheilopogon pinnatibarbatus californicus